# Paul Nurse
Sir Paul M. Nurse, né le 25 janvier 1949 à Norwich en Angleterre, est un biochimiste britannique, prix Nobel de physiologie ou médecine en 2001 avec Leland H. Hartwell et Tim Hunt pour leur découverte de la régulation du cycle cellulaire par la cycline (en) et des enzymes kinases dépendantes de la cycline.

## Biographie
Les parents de Nurse sont originaires du Norfolk. Il grandit à Wembley au nord-ouest de Londres et étudie à la Harrow County Grammar School. Il reçoit son Bachelor of Science en 1970 de l'université de Birmingham et son doctorat en 1973 à l'université d'East Anglia.

## Carrière scientifique
En 1976, Paul Nurse identifie le gène cdc2 dans des levures (Schizosaccharomyces pombe). Ce gène contrôle la progression du cycle cellulaire de la phase G1 à la phase S et la transition de la phase G2 à la mitose du cycle cellulaire. En 1987, Paul Nurse identifie le gène correspondant chez l'homme, la cdk1 (en).
En 1984, il rejoint l'Imperial Cancer Research Fund (ICRF). En 1988, il quitte la chaire de microbiologie de l'université d'Oxford. Il retourne à l'ICRF comme directeur de recherche en 1993 et en 1996 il en est nommé directeur général. L'ICRF devient le Cancer Research UK en 2002. En 2003, il est nommé président de l'université Rockefeller à New York où il continue à travaille sur le cycle cellulaire chez la levure.
Il est président du Conseil scientifique de l'Institut Curie.

## Distinctions et prix
- Élu membre de la Royal Society (1989)
- Prix Louis-Jeantet de médecine (1992) attribué par la Fondation Louis-Jeantet[1].
- Médaille royale, décernée par la Royal Society (1995)
- Prix Albert-Lasker pour la recherche médicale fondamentale (1998)
- Chevalier (1999)
- Prix Nobel de physiologie ou médecine (2001)
- Élu membre étranger de l'Académie nationale des sciences des États-Unis
- Chevalier de la Légion d'honneur (2002)
- Médaille Copley (2005)
- Élu membre honoraire de l'Académie américaine des arts et des sciences (2006)